# Club Athlétique Bizertin
O Club Athlétique Bizertin (em árabe: النادي الرياضي البنزرتي) é um clube de futebol da Tunísia, da cidade de Bizerte. Suas cores são amarelo e preto.

## Títulos
| CONTINENTAIS | CONTINENTAIS         | CONTINENTAIS | CONTINENTAIS            |
|              | Competição           | Títulos      | Temporadas              |
| ------------ | -------------------- | ------------ | ----------------------- |
|              | Recopa da CAF        | 1            | 1988                    |
| NACIONAIS    |                      |              |                         |
|              | Competição           | Títulos      | Temporadas              |
| Tunísia      | Campeonato Tunisiano | 4            | 1944, 1945, 1948, 1984. |
| Tunísia      | Copa da Tunisia      | 3            | 1982, 1987, 2013.       |
| Tunísia      | Copa da Liga         | 1            | 2004.                   |

## Desempenho na Liga
| 2010 | 2011 | 2012 | 2013 | 2014 | 2015 | 2016 | 2017 | 2018 | 2019 |
| ---- | ---- | ---- | ---- | ---- | ---- | ---- | ---- | ---- | ---- |
| 4°   | 5°   | 2°   | 3°GA | 6°   | 8°   | 5°   | 3°GD | 5°   | 6°   |

- GD : grupo de despromoção da liga
- GA : Grupo A

## Participações na CAF

### Liga dos Campeões da CAF
- 1985: Oitavas de Finais
- 2013: Segunda fase

### Copa das Confederações da CAF
- 2013: Semi-finais
- 2014: Rodada Play-off

### Copa da CAF
- 1992: Semi-finais
- 2000: Oitavas de finais

### Recopa da CAF
- 1988: Campeão
- 1989: Oitavas de Finais

## Notáveis treinadores
| - Iugoslávia Radojica Radojičić (1979–80) - Taoufik Ben Othman (1980–81) - Iugoslávia Radojica Radojičić (1981–82) - Youssef Zouaoui (1982–84), (1986–87) - Ryszard Kulesza (1987–88) - Youssef Zouaoui (1988), (1989–92) - Alexandru Moldovan (1995–96) - Youssef Zouaoui (1997) - Paulo Rubim (2001–02) - Mondher Kebaier (2002–03) - Ali Fergani (2003–04) - Mahmoud Ouertani & Paulo Rubim (2004–05) - Nabil Maaloul, Nejmeddine Oumaya & Ali Fergani (2005–06) | - Nejmeddine Oumaya, Paulo Rubim & Mokhtar Tlili (2006–07) - Ferid Ben Belgacem (July 1, 2007 – April 20, 2008) - Mokhtar Tlili (2008) - Arbi Zouaoui (Sept 17, 2008 – Aug 5, 2009) - Gérard Buscher (July 1, 2010 – Aug 25, 2010) - Youssef Zouaoui (Sept 4, 2010 – Jan 2, 2011) - Maher Kanzari (Jan 2, 2010 – Oct 4, 2012) - Noureddine Saâdi (Oct 23, 2012 – March 12, 2013) - Mondher Kebaier (March 12, 2013 – Dec 30, 2013) - Maher Kanzari (Jan 1, 2014 – March 13, 2014) - Nabil Kouki (March 14, 2014 – June 7, 2014) - Ratko Dostanić (July 1, 2014–1?) - Sofiene Hidoussi (201?–) |